# Swertia thomsonii
Swertia thomsonii är en gentianaväxtart som beskrevs av Charles Baron Clarke. Swertia thomsonii ingår i släktet Swertia och familjen gentianaväxter. Inga underarter finns listade i Catalogue of Life.